# Port de Malaga
Le port de Malaga se trouve à Malaga, en Andalousie (Espagne). Il donne sur la mer Méditerranée.
Il est utilisé comme port de plaisance, port de passagers (ligne régulière avec Melilla, croisières), port marchand (conteneurs, vrac) et port de pêche.
Il se trouve actuellement dans un processus de remaniement (plan especial del puerto), censé l'intégrer à la ville.

## Histoire

### Antiquité
Malakka, qui devint par la suite Malaga, fut fondée par les Phéniciens, peuple essentiellement marchand, vers le Xe siècle av. J.-C. Ils établirent une colonie pour le commerce des marchandises et matières premières locales.
Le port phénicien de Malaga partait de l'extrémité occidentale de la Aduana pour se terminer 500 m plus loin, à Puerta Oscura. La zone était divisée en deux : à l'ouest la zone industrielle, qui suivait la pente du terrain, et où furent retrouvés les restes de saloirs, et à l'est le port commercial, excavé en une esplanade horizontale. On y retrouva des restes de colonnes et de chapiteaux phéniciens. Avec celui de Cadix, le port de Malaga est le plus ancien d'Espagne.
Tyr, capitale phénicienne, tomba par la suite aux mains des Hittites. Les Carthaginois vinrent en aide aux Phéniciens et s'installèrent à Malakka probablement en 576 av. J.-C..
Malaga, comme le reste de l'Espagne, devint par la suite partie de l'Empire romain, sous le nom de Malaca. La prospérité du port grandit parallèlement à celle de la ville avec le développement du commerce extérieur: minerai, céramique, amandes, vin, huile d'olive et poisson préparé étaient envoyés à Rome par bateau. Devant les installations phéniciennes et carthaginoises, les Romains construisirent au large du port une muraille de défense.
Lorsque l'Empire romain s'effondra, les barbares entrèrent en Hispanie. Les vandales s'installèrent à Malaga comme dans toute la Bétique, vers 411. Les Wisigoths, puis les Byzantins devinrent les nouveaux administrateurs de la ville. Au début du VIIe siècle, les Wisigoths récupérèrent la ville, jusqu'à l'invasion musulmane. Tant les Wisigoths que les Byzantins consolidèrent l'activité portuaire.

### Époque musulmane
En 711, l'armée de Tariq ibn Ziyad envahit la péninsule Ibérique. Pendant les interminables querelles intestines de la première époque musulmane, le port de Malaga perdit quasiment toute son activité. Mais dès le XIe siècle, la ville se développa et l'alcazaba fut construite. Malaga redevint un des ports les plus actifs de la Méditerranée, notamment à partir de 1278, année où fut signé un accord entre la république de Gênes et Muhammad Ier. Orge, fruits secs, laine, soie, laque, cuir et peaux, etc. furent alors exportés en Flandre et en Angleterre et l'on importa en Espagne, par le port de Malaga, des parfums, de l'or, des épices et du coton. Malgré le caractère musulman de la ville, de nombreuses colonies de la république de Gênes virent le jour. Elles firent construire, pour améliorer la sécurité des transactions commerciales, le Castillo de los Genoveses. Malaga devint la porte du royaume de Grenade et le trait d'union entre la Méditerranée, l'Atlantique et la mer du Nord. De plus apparut progressivement un commerce avec l'Extrême-Orient.

### XVeetXVIesiècles
En 1487, les troupes des Rois catholiques entrèrent à Malaga. La défense du port, dont dépendait la prospérité de la ville, prit une grande importance et les installations musulmanes obsolètes du port furent améliorées. Le 11 janvier 1492 fut approuvée la construction d'un mouillage protégé par une digue. Le port de Malaga fut utilisé comme port de départ des navires partant à la conquête de Melilla, du Peñón de Vélez de la Gomera et des autres enclaves nord-africaines. L'importance de ces entreprises augmenta le trafic maritime et, par la même occasion, l'industrie locale. Le 15 janvier 1529, le roi Charles Quint signa l'autorisation de commerce avec l'Amérique, mettant ainsi fin au monopole que détenait jusqu'alors Séville.
Un décret royal daté du 8 mai 1545 autorisa la réalisation de travaux de rénovation des quais pour un budget de 5 000 ducats sur cinq ans. Les travaux commencèrent mais furent abandonnés après plusieurs tentatives en raison des problèmes posés par les crues du fleuve Guadalmedina. Ce fut finalement en 1585 que la municipalité de Malaga demanda au docteur Pareja de Peralta, responsable de la chancellerie de Grenade, d'informer le roi Philippe II de la volonté de Malaga de construire un nouveau port. Le roi fit alors appel à Fabio Bursoto, ingénieur du port de Palerme, pour qu'il en dessine les plans et supervise les travaux. Deux comités furent mis sur pied, un à caractère technique et un administratif. Le 1er janvier 1588 fut posée la première pierre. Une digue fut construite pour protéger les quais des tempêtes venant de l'ouest. Elle se trouvait à l'emplacement de l'actuelle Plaza de Torrijos. 
Cependant, la digue fut détruite deux fois par les tempêtes. De plus, les crues du Guadalmedina amenèrent de plus en plus d'alluvions qui formèrent des hauts-fonds dans le port.

### XVIIesiècle
Durant le XVIIe siècle, l'activité portuaire diminua. En 1603, le roi Philippe III demanda à l'ingénieur Tiburcio Spanochi de superviser les travaux et de trouver avec Fabio Bursoto des solutions à ces problèmes d'alluvions et de crues. En 1625, la bonne progression des travaux, qui n'étaient malgré tout pas terminés, permit la fondation par le roi Philippe IV de l'escadre espagnole à Malaga.

### XVIIIesiècle
Après un long arrêt dans les travaux, le roi Philippe V, en 1717, chargea l'ingénieur français Bartholomé Thurus de la confection d'un projet d'agrandissement du port satisfaisant les besoins tant commerciaux que de protection de la population. Ce projet consistait à prolonger la digue ouest, à y installer un phare et à construire un quai commercial, appelé Quai Ouest (Muelle de Poniente).
Dans la première moitié du siècle fut construit le Fort de Saint Philippe (Fuerte de San Felipe), avec treize canons pour protéger la cité des éventuelles invasions. La digue ouest fut, elle, prolongée dès 1720. Le Quai Ouest, appelé depuis Quai Nouveau (Muelle Nuevo), fut également débuté. Malgré la préoccupation, autant de la part du roi que de la population, de faire avancer les travaux, ceux-ci ne se firent que par intermittence. En effet, l'argent alloué aux travaux devait régulièrement être utilisé pour le remplacement de l'artillerie de la côte ou pour la réparation des dégâts dus aux inondations causées par les crues répétées du fleuve Guadalmedina. Sous Charles III, de nombreux ingénieurs présentèrent leur projet cherchant à augmenter la capacité des installations portuaires. En parallèle, on effectua des dragages du port pour le débarrasser des alluvions, on continua les travaux de la digue, on agrandit en 1775 des hangars et on bâtit, en 1776, un lazaret. En 1783, le roi approuva l'édification d'une promenade (Alameda) sur les terrains gagnés sur la mer. 
À cette époque, le commerce avec les ports américains était en expansion. Grâce à José Gálvez, conseiller d'État du Roi, fut créé le Consulat maritime et terrestre afin de favoriser les échanges commerciaux. Il eut une influence primordiale sur le volume de trafic du port. La mort de Charles III paralysa les projets.

### XIXesiècle
En 1814, le Comité des travaux royaux (Junta de Reales Obras), comprenant la nécessité de construire le phare initialement prévu en 1717 afin d'éviter les accidents dont le nombre ne cessait d'augmenter dans la baie de Malaga, chargea l'ingénieur Joaquín María Pery d'en construire un sur le Quai Ouest. Malgré tout, au début du siècle, la guerre d'indépendance eut une influence très négative sur Malaga et, jusqu'à la Restauration, faute de moyens, rien ne se fit. Par contre, après la guerre débuta une période de développement économique important, notamment grâce à des entreprises comme Larios, Heredia ou Loring. L'activité exportatrice du port fut à l'origine de l'industrialisation de la ville. À cette époque, les communications maritimes avec l'Afrique étaient régulières, tant du point de vue commercial que militaire.
En 1873 fut créé en Espagne le concept de Conseil des travaux portuaires (Juntas de Obras de Puertos) et celui de Malaga vit le jour l'année suivante, en 1874. En 1876, Rafael Yagüe, premier ingénieur directeur, chargé de rédiger un plan général des travaux nécessaires, signa le projet du nouveau port de Malaga. En 1897 furent terminées les améliorations prévues des quais. La même année fut fixée la zone nécessaire pour l'extension du port.
Malheureusement, à la fin du siècle, Malaga dut faire face à une grave crise économique provoquée par la perte du marché américain et par les ravages du phylloxéra sur les vignes locales.

### XXesiècle
Durant la deuxième décennie du XXe siècle, la Première Guerre mondiale stimula l'industrie de la ville et donc l'activité portuaire. À l'activité commerciale s'ajouta l'activité logistique rendue nécessaire par le conflit avec le Protectorat du Maroc.
Puis dans les années 1920, Malaga devint escale touristique et le port se trouva une nouvelle fonction. Puis la guerre civile espagnole ralentit à nouveau l'activité portuaire. 

Logo du Port de Malaga.

Par la suite, et jusque dans les années 1980, le trafic portuaire n'augmenta que discrètement. Puis les installations existantes furent rénovées et la surface portuaire augmentée. la Gare maritime (Estación Marítima) fut construite. De plus, la mise en fonction de l'oléoduc entre Malaga et Puertollano donna au port un nouvel essor.
À la fin du siècle, une fois de plus, la perte de vitesse du trafic pétrolier provoqua une des crises économiques les plus importantes de l'histoire du port de Malaga. Malgré tout, à la fin des années 1990 débutèrent de nouveaux travaux d'agrandissement avec la création du Quai no 9 et la rénovation de la Digue Ouest. De plus, le Plan Spécial du Port (Plan Especial del Puerto) fut envisagé afin de permettre à la ville de disposer de nouveaux espaces urbains.

### XXIesiècle
Le port de Malaga débuta le nouveau millénaire en entreprenant une profonde modernisation de ses installations et en créant de nouveaux espaces au sud. En 2008, des travaux sont en cours pour profondément changer l'image du port et de ses alentours. Entre autres, mentionnons la future voie souterraine qui unira le port au réseau de chemin de fer, éliminant ainsi les passages à niveau qui empiètent actuellement sur un trafic routier de plus en plus important.

## Quais

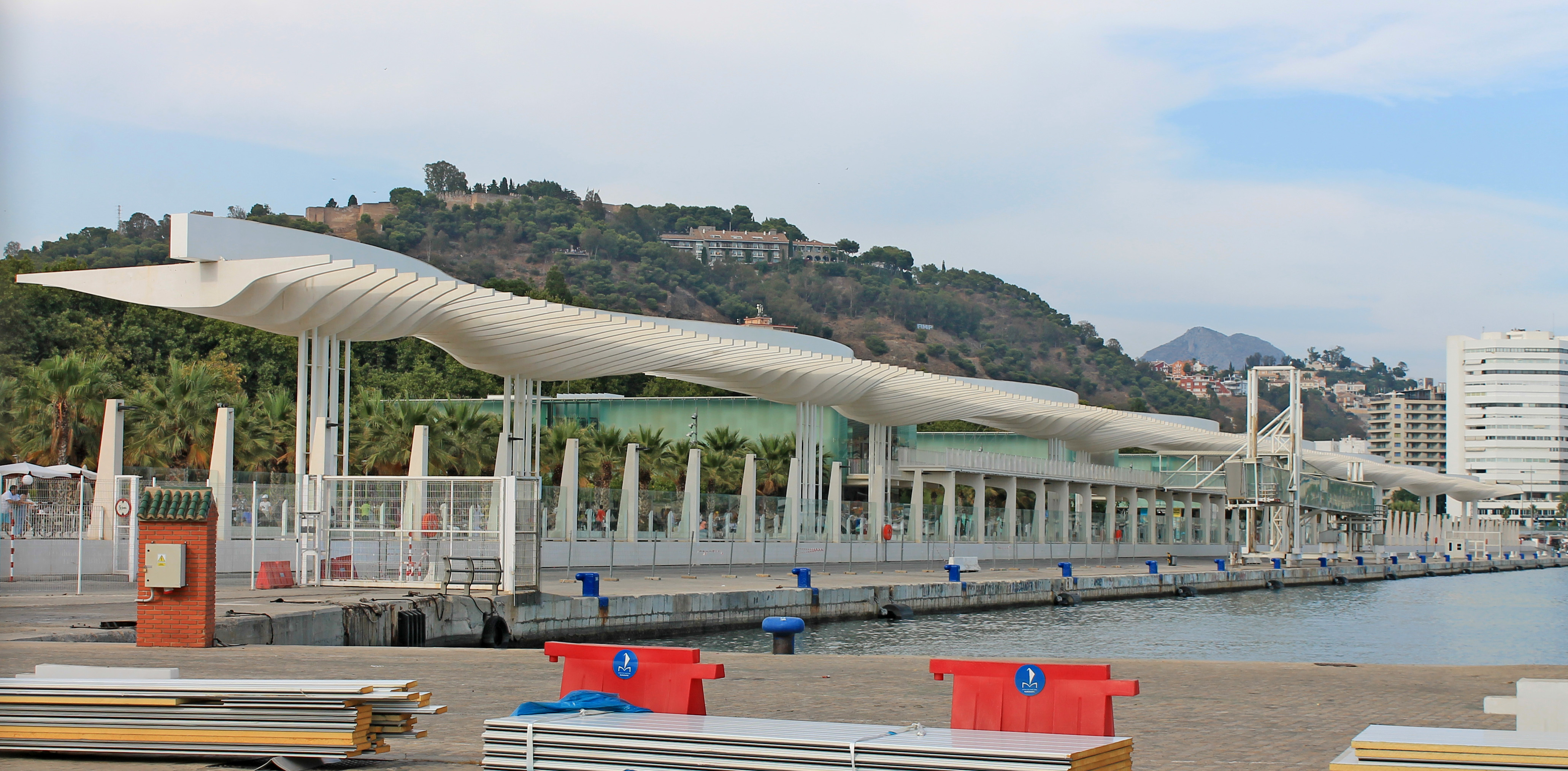
Quay 2.

- Quai Ouest (Muelle de Levante) : grands yachts et des navires de croisière.
- Darse pour embarcations mineures : navires de croisières touristiques.
- Quai no 1 Ricardo Gross : cargos, porte-conteneurs et navires de croisières touristiques.
- Quai no 2 Guadiaro : navires de croisières touristiques, cargos et céréaliers.
- Quai no 3 Canovas : navires à passagers, transporteurs de véhicules et navires de croisières touristiques.
- Quai no 4 Heredia : transporteurs de véhicules, navires citernes, cargos.
- Quai no 5 (digue flottante) : réparations et armement.
- Quais no 6 et no 7 Romero Robledo : vraquiers, navires citernes, transport des marchandises dangereuses.
- Quai de vraquiers et navires citernes : vraquiers, navires citernes.
- Quai no 9 polyvalent : porte-conteneurs, transporteurs de véhicules.
- Port de pêche.

## Trafic

### Trafic commercial
Le port de Malaga est surtout un port importateur. En 2005, le trafic total fut de 4 782 272 tonnes, dont 62 % d'importations, 25 % d'exportations, 10 % de trafic de cabotage et 3 % de pêche. Le vrac représenta 2 100 000 tonnes par an. Les marchandises les plus couramment importées sont le ciment, le clinker, les céréales, d'autres produits agroalimentaires comme les graines de tournesol ou le soja, le pétrole et l'engrais. À l'exportation prédominent la dolomite, le blé, les olives et les matériaux de construction. L'huile d'olive, principal liquide, avec 100 000 tonnes par an, est autant importée qu'exportée.
Le trafic a sensiblement augmenté entre 2005 et 2007, notamment grâce au terminal de conteneurs qui a généré un mouvement de 2 070 000 tonnes en 2005 et de 4 071 222 tonnes en 2007.

### Trafic de passagers

#### Lignes régulières
Le trafic de passagers est également important. En 2007, 612 000 passagers ont emprunté les lignes régulières locales et la ligne régulière Malaga-Melilla. La même année, 48 614 véhicules ont utilisé la ligne régulière Malaga-Melilla assuré par la compagnie Acciona Trasmediterranea.
Par ailleurs une nouvelle ligne fut mise en service en juillet 2007 reliant Malaga à Al Hoceima avec le navire de la compagnie marocaine Comarit pouvant transporter jusqu'à 1100 passagers. Cette ligne est assurée par la compagnie Reduan Ferry.

#### Croisières
En 2007, 240 navires de croisières touristiques ont fait escale à Malaga contre 227 en 2006. Le nombre de passagers de ces croisières, de 292 567 en 2007, représentait une augmentation de 31 % par rapport à l'année précédente.

## Liaisons routières et ferroviaires

### Liaisons internes

#### Trafic routier
Les quais sont reliés par un réseau de routes intérieures de pavés de granit sur béton. Leur largeur varie entre 8 et 16 m.

#### Chemin de fer
Le port de Malaga possède un réseau interne de chemins de fer qui permet l'accès aux zones de déchargement et aux dépôts.

### Liaisons avec l'extérieur

#### Trafic routier
Le port est relié à l'autoroute périphérique de Malaga, permettant un accès aisé avec le reste du pays, notamment par la A-7 (Barcelone-Cadix), qui longe la côte et par la A-45 en direction de Cordoue, qui rejoint à Antequera la A-92 qui permet d'accéder au reste du réseau routier espagnol. Le Centre de Transport de Marchandises de Malaga (Centro de Transportes de Mercancías de Malaga, CTM), assure la promotion et l'amélioration du transport routier des marchandises entre le Parc technologique, le port et l'aéroport de Malaga.

#### Chemin de fer
Le chemin de fer de la zone de service du port de Malaga est relié au réseau national et à la gare principale de Malaga, permettant le transport de marchandises par l'intermédiaire de la RENFE.

## Plan spécial du port de Malaga
Le port se trouve actuellement dans un processus de remaniement (plan especial del puerto), censé l'intégrer à la ville.
Il comprend l'agrandissement à 600 places du port de plaisance, le déplacement du port de pêche, la création d'un accès ferroviaire souterrain, de plusieurs parkings dont un de 1 000 places, de jardins, de places publiques, du musée du port, de nouveaux bâtiments administratifs pour les douanes et les taxes et de l'institut océanographique.

### Sources et bibliographie
- (es) www.puertomalaga.com, « Puerto de Málaga » (consulté le 22 mars 2008)